# Пестициды
Пестици́ды (лат. pestis «зараза» + caedo «убивать») — ядовитые вещества, используемые для уничтожения вредителей и возбудителей болезней растений, а также различных паразитов, сорняков, вредителей зерна и зернопродуктов, древесины, изделий из хлопка, шерсти, кожи, эктопаразитов домашних животных, переносчиков опасных заболеваний человека и животных. Понятие пестицидов включает: гербициды, уничтожающие сорняки; инсектициды, уничтожающие насекомых-вредителей; фунгициды, уничтожающие патогенные грибы; зооциды, уничтожающие вредных теплокровных животных и т.д.
Бо́льшая часть пестицидов — это яды, отравляющие организмы-мишени, но к ним относят также стерилизаторы (вещества, вызывающие бесплодие) и ингибиторы роста. Пестициды также называют ядохимикатами, однако понятие пестицидов поглощает данное определение, так как в целом к пестицидам относится широкий ряд химических средств защиты растений. Классификация приведена ниже.
Пестициды относятся к ингибиторам (каталитическим ядам биологических катализаторов ферментов). Под действием пестицидов часть биологических реакций перестаёт протекать, и это позволяет бороться с болезнями (антибиотики), дольше хранить пищу (консерванты), уничтожать насекомых (инсектициды), уничтожать сорняки (гербициды).
Пестициды общетоксического действия, проникающие во все ткани живого организма или растения, называются системными пестицидами.
Использование пестицидов востребовано коммерческим интересом промышленного сельскохозяйственного производства, которое ориентировано на такие простые показатели, как стойкость и величина урожая, его хранимость и устойчивость к перевозке. Но не учитывается существенное снижение таких качеств получаемой продукции, как микроэлементный состав, полезность и безопасность для здоровья потребителей. Глобальной проблемой стало и разрушение биоценозов в районах применения пестицидов. 

## Классификация пестицидов
| Тип пестицида | Целевая группа вредителей                    |
| ------------- | -------------------------------------------- |
| Альгициды     | Водоросли                                    |
| Авициды       | Птицы                                        |
| Бактерициды   | Бактерии                                     |
| Фунгициды     | Грибы и оомицеты                             |
| Гербициды     | Растение                                     |
| Инсектициды   | Насекомые                                    |
| Ламприциды    | Миноги                                       |
| Акарициды     | Клещи                                        |
| Моллюскициды  | Улитки                                       |
| Нематоциды    | Нематоды                                     |
| Родентициды   | Грызунов                                     |
| Слимициды     | Водоросли, бактерии, грибы и слизистые грибы |
| Вируциды      | Вирусы                                       |

На рынке предлагается до 5000 видов пестицидов и 700 химических ингредиентов. По сравнению с началом 40-х гг. XX в., когда были впервые использованы пестициды, их потребление в сельском хозяйстве возросло в десятки раз. Пестициды подразделяются на многие группы, в частности:
По химическому составу:
- Неорганические
- Органические

В свою очередь органические пестициды подразделяются на:
- Хлорорганические
- Фосфорорганические
- Металлоорганические
- Алкалоиды (в частности никотиновые производные и неоникотиноиды)

По целевому назначению помимо токсикантов могут быть комбинированного назначения с:
- Десиканты — вещества, вызывающие высыхание растений перед уборочными работами;
- Ауксины — вещества, ускоряющие рост растений;
- Стимулятор корнеобразования — α-нафтил-уксусная кислота, корневин etc;
- Дефолианты — вещества, вызывающие опадение листьев растений;
- Инсектициды — одна из самых крупных групп пестицидов, направленная на уничтожение насекомых-вредителей;
- Регуляторы роста растений — вещества, которые влияют на рост и развитие растений;
- Протравители зёрен и семян — вещества, которые используют для предпосевных обработок;
- Фумиганты — вещества, используемые в газообразном состоянии для борьбы с вредителями и возбудителей болезней, а также для защиты растений;
- Хемостерилизаторы — вещества, вызывающие стерилизацию насекомых[3].

По способу проникновения, а также по характеру и механизму воздействия на организмы:
- Контактные (непосредственно при соприкосновении)
- Кишечные (вызывают отравление и гибель, попав в организм вместе с пищей)
- Системные (проникают в сосудистую систему, распространяются по ней и вызывают гибель вредителей и возбудителей болезней)
- Фумигативного действия (проникают и отравляют организм через дыхательную систему)

По классу опасности и степени воздействия на окружающую среду:
- I категория — чрезвычайно опасные (напр.Тератогенные,Мутаген или имеющие время разложения на нетоксичные компоненты более 1 года)
- II категория — опасные (время разложения на нетоксичные компоненты - 6-12 месяцев)
- III категория — умеренно опасные
- IV категория — мало опасные

Стокгольмская конвенция о стойких органических загрязнителях приводит следующую классификацию чрезвычайно опасных — Стокгольмская "грязная дюжина":
- Соединения списка A — ДДТ, Гептахлор, Линдан и т.д.
- Соединения списка B и C
- Соединения дополнительного списка

## Характеристика пестицидов, отнесённых к стойким органическим загрязнителям
Пестициды применяются главным образом в сельском хозяйстве, хотя их используют также для защиты запасов продовольствия, древесины и других природных продуктов. Во многих странах с помощью пестицидов ведётся химическая борьба с вредителями лесов, а также переносчиками заболеваний человека и домашних животных (например, с малярийными комарами).
Наибольшую проблему обезвреживания токсичных промышленных отходов, в том числе и пестицидов, создают вещества (продукты), выделенные в группу стойких органических загрязнителей (СОЗ). Пестицидные препараты, относящиеся к этой группе, обладают преимущественно высокой токсичностью, устойчивы к разрушению в естественных условиях, плохо растворимы в воде, проявляют биокумулятивные свойства в жировой ткани, мобильность в пищевых звеньях и выраженную способность накапливаться в живых организмах.
К препаратам этой группы относятся альдрин, дильдрин, эндрин, мирекс, хлордан, гептахлор, гексахлорбензол, ДДТ, токсафен.
Альдрин (октален; 1,2,3,4,10,10-Гексахлоро-1,4,4а,5,8,8а-гексагидро-1,4-эндо,экзо-5,8-диметанонафталин) — белое кристаллическое вещество без запаха; температура плавления действующего вещества 104,5 °C, технического препарата 45-50 °C; растворимость в воде — 0,07-0,01 %, хорошо растворим в органических растворителях; в бензоле — 350 г/100 мл. Летучесть при 20 °C составляет 4,5х10-5 мг/л, при 40 °C — 1,36х10−3 мг/л. Химически стабилен, термически устойчив. При продолжительном нагревании до 240 °C не наблюдается разложения. Малочувствителен к свету. В почве, растениях, организме насекомых и позвоночных альдрин метаболизируется с образованием дильдрина.
Относится к сильнодействующим ядовитым веществам (чрезвычайно опасным), очень опасен при ингаляционном воздействии, а также при поступлении через кожу. ЛД50 при пероральном введении белым крысам находится в пределах 10,6-67 мг/кг. Кумулятивные свойства выражены очень резко. Раздражающими свойствами препарат не обладает. Смертельные дозы для кроликов при поступлении через неповрежденные кожные покровы находятся в пределах 15-150 мг/кг.
Применяется в качестве кишечного и контактного инсектицида для борьбы с саранчовыми и почвообитающими вредителями. Инсектицидная активность при хранении не снижается. В герметичной упаковке сохраняется практически неограниченное время.
Дильдрин (окталокс; 1,2,3,4,10,10-Гексахлор-1,4,5,8-диэндометилен-6,7-эпокси-1,4,4а,5,8,8а-гексагидронафталин) — белые кристаллы с запахом нафталина. Температура плавления 172—176 °C. Летучесть при 20 °C — 1х10-5 мг/м3. Отмечена довольно высокая летучесть дильдрина с обработанных участков, составляющая в первые 12 часов после обработки 650 г/га. В воде не растворим (0,005 мг/100 мл при 26 °C); хорошо растворяется в органических растворителях: ацетоне — 54 г/100 мл, бензоле — 75 г/100 мл, гексане — 7,7 г/100 мл при 26 °C). Химически и термически стабилен. Стоек к щелочам, слабым кислотам, свету. Не разлагается при продолжительном нагревании при температуре 25 °C. Выпускается в форме 1%-го дуста, 20%-го концентрата эмульсии, 50%-го смачивающегося порошка. Применяется в качестве инсектицида контактного и кишечного действия в составе протравителя семян.
Является ядовитым сильнодействующим веществом с высокой кожной токсичностью. В герметичной таре может сохранять свои свойства практически неограниченное время.
Эндрин (эндрекс; 1,2,3,4,10,10-Гексахлор-6,7-эпокси-1,4,4а,5,6,7,8,8а-октагидро-экзо-1,4- экзо-5,6-диметаннафталин) — белое кристаллическое вещество с температурой плавления 226—230 °C (с разложением). Практически нерастворим в воде, хорошо растворяется в большинстве органических растворителей. Устойчив в кислых и щелочных средах. Эндрин более токсичен для человека и животных, чем альдрин и дильдрин, а также превосходит их по инсектицидной активности. ЛД50 для крыс — 7,5 −17 мг/кг. Относится к I классу опасности. Выпускается в виде 20%-го эмульгирующегося концентрата, 50%-го смачивающегося порошка, 1-2%-го дуста, 1-5%-ных гранул. Используется как акарицид и зооцид. Обладает высокой стабильностью при хранении.
Мирекс (додекахлорпентацикло[5,2,1,02,6,03,9,05,8]декан) — белое кристаллическое вещество с температурой плавления 485 °C. Практически нерастворим в воде, умеренно в органических растворителях. В ксилоле при 25 °C растворяется 14,3 %, в бензоле — 12,2 %, в тетрахлориде углерода — 7,2 %. Мирекс является среднетоксичным пестицидом (ЛД50 — 300—600 мг/кг), однако при однократном попадании в желудок или на кожу теплокровных животных обладает способностью к сверхкумуляции (коэффициент кумуляции менее 1), вызывая патологические изменения ряда систем организма.
В объектах окружающей среды весьма персистентен. Главным продуктом превращения в почве является обладающий активными инсектицидными свойствами хлордекан.
Применяется для борьбы с муравьями и другими вредителями сельскохозяйственных культур. В герметичной упаковке сохраняет свои свойства практически неограниченное время. В 1976 г., когда выяснилось, что мирекс является канцерогеном и сердечным токсикантом, его запретили в США. В России мирекс не применяли.
Хлордан (велзикол, октахлор, хлориндан; 1,2,4,5,6,7,8,8-Октахлоро-2,3,3а,4,7,7а-гексагидро-4,7-метаноинден) — светло-жёлтая маслянистая жидкость без запаха. Температура кипения — 175 °C. Практически нерастворим в воде, хорошо растворяется в большинстве органических растворителей. Летучесть 2,2х10-5 мг/л.
Выпускается в виде 50-70%-ных эмульгирующихся концентратов, 5-10%-ных гранул, 2-20%-ных растворов в керосине. Предназначен для борьбы с грызущими вредителями на ряде сельскохозяйственных культур как контактно-кишечный инсектицид. Среднетоксичен (ЛД50 для крыс 457—530 мг/кг). Обладает высокой хронической токсичностью и может вызывать отравления при систематическом воздействии в малых дозах. Отличается большой персистентностью в объектах окружающей среды.
При воздействии на хлордан воды выделяется хлористый водород, сильно корродирующий металлы, что необходимо учитывать при хранении препарата. Допускается хранить лишь в таре со специальным антикоррозионным покрытием.
Гептахлор (велзикол 104, гептазол, гептанал; 3а,4,7,7а-Тетрогидро-4,7-метано-1,4,5,6,7,8,8-гептахлоринден). Технический гептахлор — коричневая воскообразная масса, нерастворимая в воде и хорошо растворяющаяся в органических растворителях. Температура плавления технического продукта 46-74 °C, чистого действующего вещества 95-96 °C. Упругость пара 3х10-4 мм.рт.ст. при 25 °C. Наиболее летуч из всех применяемых пестицидов. Устойчив к действию влаги, температуре. В почве устойчив. Через год после внесения остаются 45 %, через три года −10 % исходного количества.
Выпускается в виде 22%-го концентрата эмульсии, дустов, смачивающегося порошка. Применяется для защиты сахарной свеклы, кукурузы и других культур от комплекса почвообитающих вредителей. Высокотоксичен: ЛД50 при введении в желудок для мышей и крыс 50-500 мг/кг, при нанесении на кожу для кроликов — более 2000 мг/кг, смертельная концентрация для крыс при 4-х часовой экспозиции — 150 мг/м2. Обладает резко выраженными кумулятивными свойствами, проявляет кожно-резорбтивное и канцерогенное действие. В организме животных окисляется с образованием эпоксида гептахлора, более токсичного, чем гептахлор.
В железной таре без доступа воздуха может сохранять свои свойства практически неограниченное время.
Гексахлорбензол — 1,2,3,4,5,6-Гексахлорбензол. Чистый препарат представляет собой белые пластинчатые кристаллы. Температуры плавления 231 °C. Давление пара при 20 °C — 10,8х10-6 мм. рт. ст. Практически не растворяется в воде, этаноле, хорошо растворяется в органических растворителях. Устойчив к действию света, кислот, щелочей.
Выпускается в виде 30%-го светло-серого порошка. Используется как протравитель сельскохозяйственных культур против возбудителей грибковых, бактериальных болезней. Препарат малотоксичен. ЛД50 для крыс — 10000 мг/кг. Обладает сильновыраженными кумулятивными свойствами (коэффициент кумуляции 1). Пороговая концентрация для кошек и кроликов — 9 мг/м3. Раздражает слизистые оболочки и кожу. В герметичной таре может сохранять свои свойства практически неограниченное время.
ДДТ — 1,1-Ди (4-хлорфенил)-2,2,2-трихлорэтан. Белое кристаллическое вещество, температура плавления: 108,5-109 °C. Летучесть низкая; давление паров при 20 °C — 1,5х10-7 мм. рт. ст. Растворимость в воде 0,001 мг/л. Хорошо растворяется во многих органических растворителях: ароматических углеводородах и их галогенопроизводных, кетонах, сложных эфирах карбоновых кислот. Плохо растворим в алифатических и алициклических углеводородах (до 4 %). Технический продукт содержит 75-76 % действующего вещества. Выше температуры плавления подвергается дехлорированию с образованием дихлордифенилдихлорэтилена (ДДД). Реакция катализируется железом, хлоридами алюминия, Ультрафиолетовым излучением, щелочными растворами. При однократном введении в желудок ДДТ обладает средней токсичностью: ЛД50 для крыс и мышей составляет 113—200 мг/кг. Обладает способностью вызывать сенсибилизацию организма на повторное воздействие. Оказывает местное раздражающее и кожнорезорбтивное действие. Кумулятивные свойства выражены резко. Коэффициент кумуляции 0,75.
Человек гораздо чувствительнее к воздействию ДДТ, чем лабораторные животные. Токсическая доза при поступлении в желудок составляет 11-150 мг/кг. Чрезвычайно стойкое вещество, сохраняющее свои свойства в естественных условиях до 12 лет, в анаэробных условиях может разлагаться некоторыми видами микроорганизмов за 2-4 недели.
Выпускается в виде дустов, смачивающихся порошков, минерально-масляной эмульсии, масляных растворов, аэрозолей и других препаративных форм.
Применяется как контактный и системный инсектицид на многих сельскохозяйственных культурах, в лесном хозяйстве с вредителями, имеющими санитарное значение и так далее.
В связи с высокой стойкостью и резко выраженными кумулятивными свойствами использование ДДТ в сельском хозяйстве многих стран запрещено или резко ограничено с условием строгого соблюдения регламентов. В герметичной таре можно хранить неограниченное время.
Токсафен (полихлоркамфен, хлорфен, октафен). Токсическим началом является хлорированный камфен (С10Н10Сl8), представляющий собой густую жидкость тёмно-коричневого цвета. Температура плавления 70-95 °C. Практически нерастворим в воде, хорошо растворяется в большинстве органических растворителей. Летучесть при 25 °C — 4,3, при 38 °C — 8,6, при 90 °C — 50,3 мг/л. Разлагается в присутствии щелочей и при действии ультрафиолетового света.
Выпускается в виде концентрата эмульсии, дустов. Применяется как кишечно-контактный инсектицид на посевах свеклы, картофеля, гороха, хлопчатника и других культур. Обладает высокой токсичностью и способностью к накоплению в объектах окружающей среды. ЛД50 препарата при введении в желудок для мышей 45-80 мг/кг, при кожной аппликации для кроликов 250—1000 мг/кг. При воздействии малых доз возможно хроническое отравление. В стальных бочках свойства препарата могут сохраняться практически неограниченное время.

## Влияние на организм
Пестициды губительно действуют на многих плотоядных, особенно птиц. Птицы особенно чувствительны к ДДТ и другим хлорорганическим пестицидам, поскольку те влияют на метаболизм кальция и вызывают истончение скорлупы откладываемых яиц. Это приводит к снижению устойчивости яиц к механическим воздействиям и как следствие — к снижению успешности размножения.
Многие пестициды очень устойчивы и распространяются далеко от мест применения. Например, в середине 1960-х гг. ДДТ был обнаружен в печени пингвинов в Антарктике — очень далеко от тех мест, где применялся этот химикат.
ДДТ сейчас запрещён во всех развитых странах. Однако он сравнительно дешёв и до сих пор считается хорошим средством в определённых ситуациях, например при борьбе с малярийными комарами. Решая вопрос о применении того или иного пестицида, часто приходится из двух зол выбирать меньшее. К примеру, с помощью ДДТ во многих странах удалось полностью искоренить малярию.
Установлено, что ДДТ проникает через плаценту и обнаруживается в тканях эмбрионов или мертворожденных детей у женщин, даже не имевших производственного контакта с ДДТ (попадание с пищей). Обнаруживается как сам ДДТ, так и его метаболит — 2,2-бис (n-хлорфенил)- l.l-дихлорэтилен (Комарова).
Долговременные эффекты пестицидов, особенно в низких дозах, и возможный синергизм их с другими загрязнителями среды и переносчиками болезней изучены слабо в связи с относительной новизной большинства ядохимикатов. Растут опасения, что «безвредные» следы их метаболитов, сохраняющиеся в пище, хотя и не оказывают токсического, а тем более летального действия, могут тем не менее снижать сопротивляемость болезням и постепенно накапливаться в организме до опасного уровня. Многие учёные связывают наличие остатков пестицидов в Северном море с быстрым распространением вирусных болезней в популяции обыкновенного тюленя летом 1988 г.
Пестициды (в том числе и консерванты) часто вызывают аллергию, диатез и некоторые другие заболевания. Особенно опасны системные пестициды, проникающие во все ткани животных и растений.
Общий эффект использования пестицидов — снижение видового разнообразия. Обычно пестициды также повышают продуктивность на нижних трофических уровнях и понижают на верхних.
60% всех гербицидов, 90% фунгицидов и 30% инсектицидов вызывают опухоли у животных. Одним из наиболее опасных эффектов воздействия пестицидов является их репродуктивная токсичность для млекопитающих, в том числе для человека.
В 1962 году внимание общественности к опасности использования пестицидов привлекла книга американского биолога Р. Карсон «Безмолвная весна» (англ. Silent Spring).
Снизить уровень использования пестицидов позволяет, в частности, такая технология выращивания сельскохозяйственных культур, как гидропоника.
В 2015 году Международное агентство по изучению рака определило гербициды глифосат и 2,4-D как «возможные канцерогены»..
В 2017 году эксперты ООН заявили о ложности утверждения о необходимости использования пестицидов для обеспечения пищевой безопасности. Также были приведены данные о 200 000 смертельных отравлениях пестицидами в год и о том, что постоянный контакт с пестицидами связан с онкологическими заболеваниями, болезнями Альцгеймера и Паркинсона, эндокринными заболеваниями, нарушениями развития и стерильностью.

## Содержание в продуктах
В США действует Pesticide Data Program (PDP), национальная программа мониторинга остатков пестицидов и ведёт наиболее полную в стране базу данных остатков пестицидов. Из 9 600 образцов, проанализированных в 2020 году, 7 864 были свежими фруктами и овощами, а 1 736 - обработанные продукты. В 2020 году более 99% образцов имели остаточное содержание пестицидов ниже допустимых норм, установленных Агентством по охране окружающей среды США (EPA), а в 30% образцов остатки пестицидов не были обнаружены.
Согласно справочнику EWG Shopper’s Guide to Pesticides in Produce™ 2022, который ежегодно обновляется с 2004 года, и оценивает загрязнение пестицидами 46 популярных фруктов и овощей, самыми загрязнёнными категориям продуктов стали: клубника, шпинат, кале, листовая капуста и зелень горчицы, нектарины, яблоки, виноград, белый и острый перец, вишня, персики, груши, сельдерей, помидоры. Наименьшее количество остатков пестицидов обнаружено в следующих продуктах: авокадо, сладкая кукуруза, ананас, лук, папайя, душистый горошек (замороженный), спаржа, дыня, киви, капуста, грибы, мускусная дыня, манго, арбуз, сладкая картошка.

## Экология
Синтетические пестициды, внедрённые в сельское хозяйство в 1940-х годах для сокращения потерь урожая, стали основой современного аграрного сектора. К 2021 году в Европейском союзе (ЕС) было одобрено 489 действующих веществ, из которых более 340 — синтетические. Однако многие ранее разрешённые пестициды, такие как ДДТ и дильдрин, запрещены из-за высокой устойчивости и токсичности для нецелевых видов. Объём продаж пестицидов в ЕС остаётся стабильным: в 2020 году в 27 странах-членах реализовано около 346 тыс. тонн. Несмотря на строгую предварительную оценку рисков, послепродажный мониторинг в ЕС ограничен питьевой водой и продуктами питания, тогда как данные по почвам, воздуху и другим средам фрагментированы. В 2018–2022 годах в рамках программы LUCAS проведён масштабный анализ загрязнения сельскохозяйственных почв, а в 2023 году ЕС предложил Закон о мониторинге почв для защиты экосистем. Смеси остатков пестицидов повсеместно обнаруживаются в окружающей среде, что требует гармонизированного мониторинга для оценки рисков. В 2020 году Еврокомиссия утвердила стратегию «От фермы к вилке» (Farm to Fork strategy), предусматривающую к 2030 году снижение использования химических пестицидов на 50%, включая наиболее опасные вещества (кандидаты на замену, CfS). Прогресс отслеживается через индикаторы HRI1 и объёмы продаж CfS, однако отсутствуют конкретные планы действий для достижения целей.
В 2021 году проведён масштабный отбор 625 образцов (почва, растения, вода, воздух, пыль, донные отложения) в 10 странах ЕС, охватывающих основные типы культур и системы земледелия (органические и традиционные). Анализ 209 пестицидов и их метаболитов выявил повсеместное загрязнение: 86% образцов содержали остатки, 76% — смеси. В почвах традиционных хозяйств обнаружено до 21 вещества (медиана — 8), в органических — до 12 (медиана — 3). Наибольшее разнообразие выявлено в домашней пыли (до 121 вещества в образце), включая запрещённые соединения. 31 пестицид присутствовал во всех шести матрицах. Приоритизация на основе частоты обнаружения, концентраций и опасности выделила глифосат, перметрин и циперметрин как наиболее проблемные вещества. Интеграция данных мониторинга с hazard-классификациями подтвердила необходимость пересмотра регуляторных подходов: 67% одобренных пестицидов в почвах высоко опасны для почвенных организмов, 64% остатков в растениях связаны с рисками для здоровья человека.

## Регулирование
Пестициды должны быть одобрены для применения соответствующими органами.

### США
В США контроль над пестицидами осуществляет Агентство по охране окружающей среды США. На сайте агентства доступна база данных со всеми зарегистрированными пестицидами.